# Raji
Raji is een bestuurslaag in het regentschap Demak van de provincie Midden-Java, Indonesië. Raji telt 3441 inwoners (volkstelling 2010).